# CineSync
cineSync est un outil de communication visuelle, construit sous QuickTime Player et développé par Rising Sun Research. Il rend possible le partage en direct d'une vidéo sur Internet.
Il peut être aussi utilisé dans le cadre d'une post-production d'un film.